# 北海道道635号元村恵山線
北海道道635号元村恵山線（ほっかいどうどう635ごう もとむらえさんせん）は、北海道函館市内の旧椴法華村域と旧恵山町域を結ぶ一般道道（北海道道）である。未供用区間がある。

## 概要

### 路線データ
- 起点：北海道函館市元村町（北海道道231号椴法華港線交点）
- 終点：北海道函館市日ノ浜町（国道278号交点）
- 総延長：11.216 km
- 実延長：9.236 km
- 重用延長：0.049 km
- 未供用延長：1.931 km

## 歴史
- 1971年（昭和46年）10月21日 - 尻岸内町字御崎に至る町道恵山御崎線の約4 kmと、村道椴法華灯台水無線の約2 kmについて、道道昇格と未開削区間工事の施工を陳情[1]。
- 1973年（昭和48年）3月31日 - 北海道道635号元村尻岸内線として路線認定[2]。
- 1985年（昭和60年）4月1日 - 尻岸内町から恵山町への町名変更に伴い、路線名を元村恵山線に変更[3]。

## 路線状況

### 未供用区間
- 恵山岬町（水無海浜温泉付近） - 御崎町（渡島御崎簡易郵便局先）
区間延長：1.931 km

### 道路施設

#### 主な橋梁
- 岬橋（22 m、佐々木沢川、函館市元村町）
- 港橋（68 m、恵山漁港、函館市御崎町）
- 豊恵橋（17 m、4号川、函館市古武井町）
- 潮風橋（18 m、3号川、函館市古武井町）
- 夢海橋（46 m、海、函館市古武井町）
- 新1号橋（12 m、1号川、函館市古武井町）

## 地理

### 通過する自治体
- 渡島総合振興局
  - 函館市

### 交差する道路
函館市
- 北海道道231号椴法華港線 - 元村町（起点）
- 国道278号 - 日ノ浜町（終点）

### 沿線にある施設など
函館市
- 椴法華漁港
- 恵山
- 恵山岬
- 函館市灯台資料館 - 恵山岬町80-9 ※長期休館中
- 恵山道立自然公園 - 恵山岬町
- 水無海浜温泉 - 恵山岬町
- 恵山漁港
- 恵山郵便局 - 恵山町146
- 山背泊漁港